# 에어 샤워

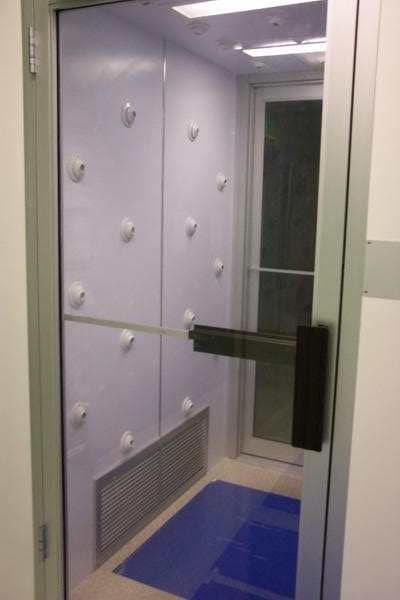
에어 샤워

에어 샤워(Air shower)는 청정실에 들어가기 전에 옷 등의 먼지 등을 공기로 떼어내는 방이다.
에어 샤워는 입자 오염을 줄이기 위해 클린룸 및 기타 통제된 환경의 입구로 통합되는 특수 밀폐 대기실이다. 에어 샤워는 고압 HEPA 또는 ULPA 여과 공기를 사용하여 사람이나 물체 표면에서 먼지, 섬유 보풀 및 기타 오염 물질을 제거한다. 깨끗한 환경에 들어가기 전에 표면을 강력하게 "세척"하면 유입되는 공기 중 미립자의 수가 줄어든다.
클린룸 설계에 적절하게 통합되면 에어 샤워는 분류된 클린룸의 청결을 보장하기 위해 ISO 등급 전환 전실을 제공한다. 에어 샤워는 일반적으로 탈의실과 클린룸 사이에 배치된다. 작업자는 적절한 복장과 개인 보호 장비를 착용한 후 가압 공기 노즐이 작업복에서 잔여 입자를 제거할 수 있도록 샤워실로 들어간다. 프로그램 주기가 완료되면 사용자는 두 번째 문을 통해 클린룸으로 나간다. ISO 등급이 다른 클린룸 사이에 에어 샤워(또는 에어 터널)를 배치할 수도 있다.